# Jean-Baptiste Alaize
Jean-Baptiste Alaize (* 10. Mai 1991 in Muyinga, Burundi) ist ein französischer Leichtathlet mit einem amputierten Schienbein, der sich auf Sprint und Weitsprung spezialisiert hat. Er vertrat Frankreich bei den Paralympischen Spielen 2016.

## Leben
Alaize wurde 1991 in Muyinga geboren, nur wenige Tage vor Ausbruch des burundischen Bürgerkriegs. Als er drei Jahre alt war, musste ihm wegen des Konflikts ein Bein amputiert werden.
Seine Geschichte wurde 2020 im Dokumentarfilm Phönix aus der Asche thematisiert.

## Rekorde
- 60 m: 7 s 60 (25. Februar 2012)
- 100 m: 11 s 80 (29. Juli 2011)
- 200 m: 24 s 28 (22. Juni 2012)
- Weitsprung: 6,81 m (28. Juni 2016)